# Filippo Baroncini
Filippo Baroncini (Massa Lombarda, 26 de agosto de 2000) es un deportista italiano que compite en ciclismo en la modalidad de ruta.
Ganó una medalla de oro en el Campeonato Mundial de Ciclismo en Ruta de 2021 y una medalla de plata en el Campeonato Europeo de Ciclismo en Ruta de 2021, ambas en la prueba de ruta sub-23.

## Medallero internacional
| Campeonato Mundial | Campeonato Mundial | Campeonato Mundial | Campeonato Mundial |
| Año                | Lugar              | Medalla            | Competición        |
| ------------------ | ------------------ | ------------------ | ------------------ |
| 2021               | Flandes (Bélgica)  | Medalla de oro     | Ruta sub-23        |
| Campeonato Europeo |                    |                    |                    |
| Año                | Lugar              | Medalla            | Competición        |
| 2021               | Trento (Italia)    | Medalla de plata   | Ruta sub-23        |

## Palmarés
2021
- 1 etapa del Giro Ciclistico d'Italia
- 1 etapa de L'Étoile d'Or
- 2.º en el Campeonato Europeo en Ruta sub-23
- Campeonato Mundial en Ruta sub-23

2024
- 3.º en el Campeonato de Italia Contrarreloj
- Clásica Súper 8

2025
- Vuelta a Bélgica
- 2.º en el Campeonato de Italia Contrarreloj

## Resultados en Grandes Vueltas y Campeonatos del Mundo
| Carrera         | Carrera         | 2019 | 2020 | 2021 | 2022 | 2023 | 2024 | 2025 |
| --------------- | --------------- | ---- | ---- | ---- | ---- | ---- | ---- | ---- |
|                 | Giro de Italia  | —    | —    | —    | —    | —    | —    | 78.º |
|                 | Tour de Francia | —    | —    | —    | —    | —    | —    | —    |
|                 | Vuelta a España | —    | —    | —    | —    | —    | 66.º | —    |
| Mundial en Ruta | Mundial en Ruta | —    | —    | —    | —    | Ab.  | —    | —    |

| —: No participó | Ab: Abandono |